# Lorenz Zuckermandel
Lorenz Zuckermandel (nascido em 18 de fevereiro de 1847 em Bürglein (distrito de Ansbach), † 6 de janeiro de 1928 em Berlim) foi um banqueiro alemão, investidor, fundador e tradutor, entre outras coisas, da Divina Comédia de Dante Alighieri. Graças aos seus muitos talentos, ele passou de filho de um pobre fazendeiro para a alta finança de Berlim da segunda metade do século XIX e se juntou à alta burguesia da época.

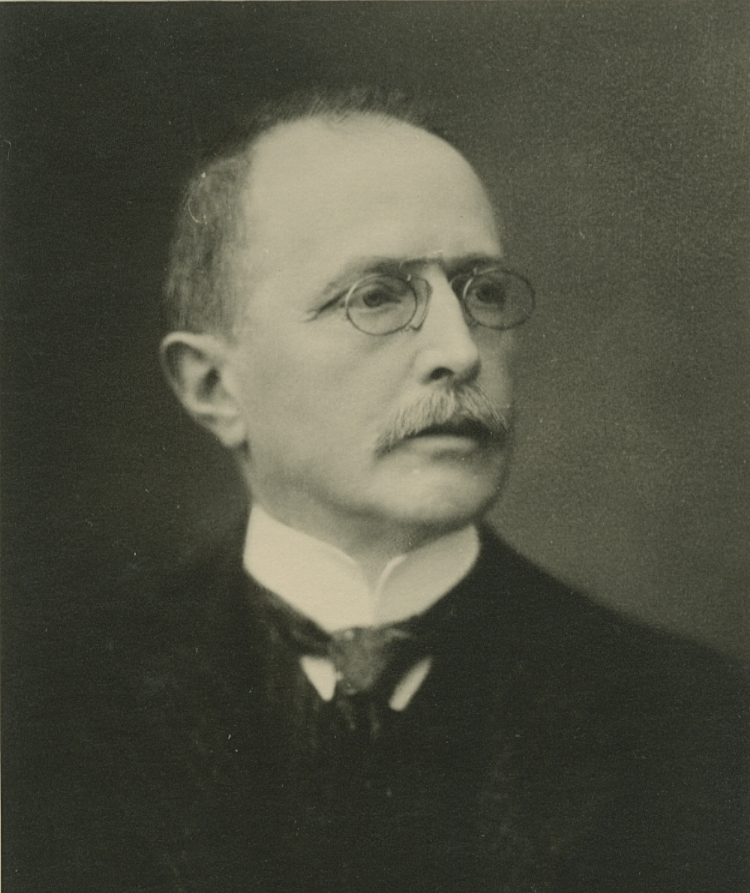
Lorenz Zuckermandel (1901)

## Vida

### Infância e adolescência
Os pais de Lorenz Zuckermandel, Johann Friedrich e Katharina Margaretha (nascida Pirner), eram pequenos proprietários no Söldengütchen perto de Meckenweber em Bürglein (casa nº 19), no antigo território do mosteiro cisterciense bávaro de Heilsbronn, onde a família se estabeleceu desde 1777. Lorenz foi o quinto de seis filhos e frequentou a escola da aldeia, onde recebeu um prêmio por ser o melhor de sua classe ano após ano. Quando ele tinha 14 anos, seu pai morreu aos 57 anos e a viúva não conseguiu mais cuidar de todos os filhos sozinha. Ela teve que entregar Lorenz, que foi acolhido por um amigo da família, um gerente florestal, em Ansbach, onde Lorenz cursou o ensino médio. Também aqui foi o melhor da sua classe e recebeu o prémio municipal pelo melhor desempenho.

### Vida profissional
Graças às suas excelentes qualificações escolares, ele pôde iniciar um estágio no banco Erlanger & Söhne em Frankfurt am Main. Logo após concluir seu aprendizado, foi nomeado diretor do novo Oldenburgische Landesbank, fundado em 15 de janeiro de 1869 em cooperação com o banco Erlanger & Söhne. O Oldenburgische Landesbank tinha o privilégio das notas bancárias de acordo com o Reichsbankengesetz promulgado pela Prússia em 1875, mas apesar das restrições associadas, ele atuava nas áreas de crédito, depósitos e títulos desde o seu início. Lorenz Zuckermandel era dotado de idiomas e logo dominou o inglês sem sotaque e falava francês fluentemente. Ele então aprendeu espanhol, o que lhe permitiu substituir o diretor da filial de Madri em 1872. Os relatórios e os diários mostram que a Itália era um destino de férias popular e que a arte, a cultura e a língua italianas eram bem conhecidas.

### Casamento e filhos
Durante sua estada em Frankfurt conheceu Robert Bassermann (1846-1907), gerente da filial do banco Mannheim Köster & Cie., com quem compartilhava o interesse por línguas estrangeiras além de sua vida profissional. Através dele ele conheceu sua sobrinha Elisabeth em 1890 na casa de seus pais em Gockelsmarkt em Mannheim. O irmão de Elisabeth era Albert Bassermann, que mais tarde se tornou um ator conhecido. Em 18 de junho de 1892, aos 45 anos, Lorenz casou-se com Elisabeth Bassermann, 18 anos mais nova, com quem teve seis filhos: Louis Alexander Walter (1893–1915), Erich (1895–1915), Paul (1897–1988), Ludwig (1898-1973), Ingeborg Anna Leonore (1901-1986) e Sofi Elisabeth (1903-1999).

### Ascensão às altas finanças
Em Oldenburg, como diretor do banco central, Lorenz Zuckermandel tinha conexões com as principais figuras dos negócios. Por meio de sábias compras de ações e especulação durante a industrialização da Alemanha, que estava em pleno andamento, ele soube se tornar um homem rico. No início da década de 1880, Lorenz Zuckermandel e dois de seus amigos de negócios assumiram a C. Schlesinger-Trier & Cie., uma sociedade limitada por ações, um banco privado de longa data em Berlim. Graças ao seu sucesso no Gründerzeit, Lorenz Zuckermandel, como representante da alta finança, pertencia à alta burguesia. Condizente com seu status, o jovem casal vivia junto com o cocheiro, cozinheiro, babá, lavadeira e reparadora em uma magnífica vila com parque no então subúrbio de Charlottenburg e tinha muitas obrigações sociais: Noite após noite eles eram convidados ou convidados.

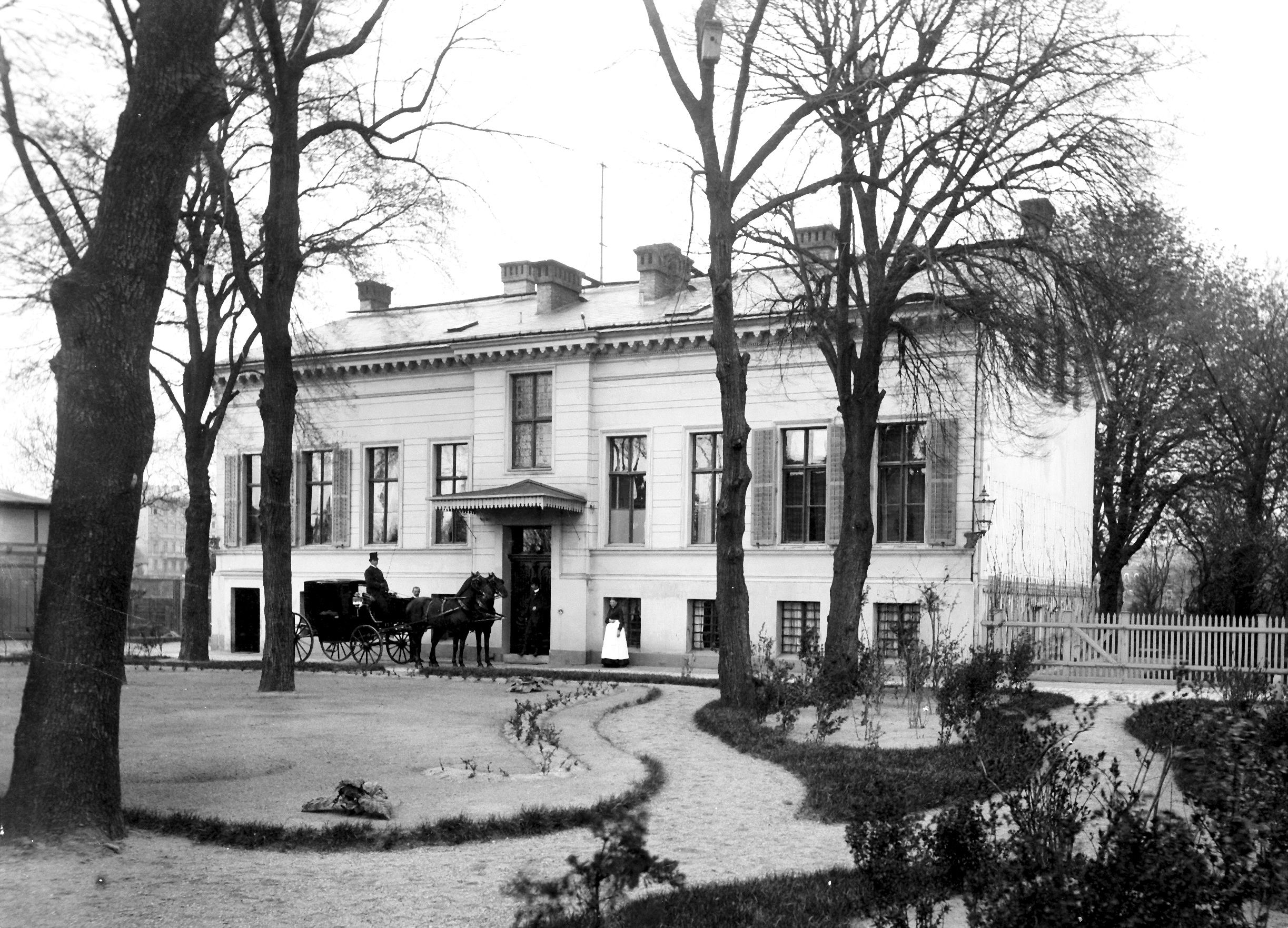
Villa da família Zuckermandel em Berlim-Charlottenburg, por volta de 1890

Em outubro de 1893, para o inverno, eles se mudaram para o apartamento recém-alugado na Voss Strasse 2, em um espaçoso primeiro andar, que ficava a apenas algumas casas do banco. Nos anos após 1900, foram construídos cortiços ao redor do parque da vila em Charlottenburg e em parte da propriedade, entre Schlossstrasse e Fritschestrasse, Lorenz Zuckermandel construiu um cortiço em 1907-08, que agora é um edifício classificado.

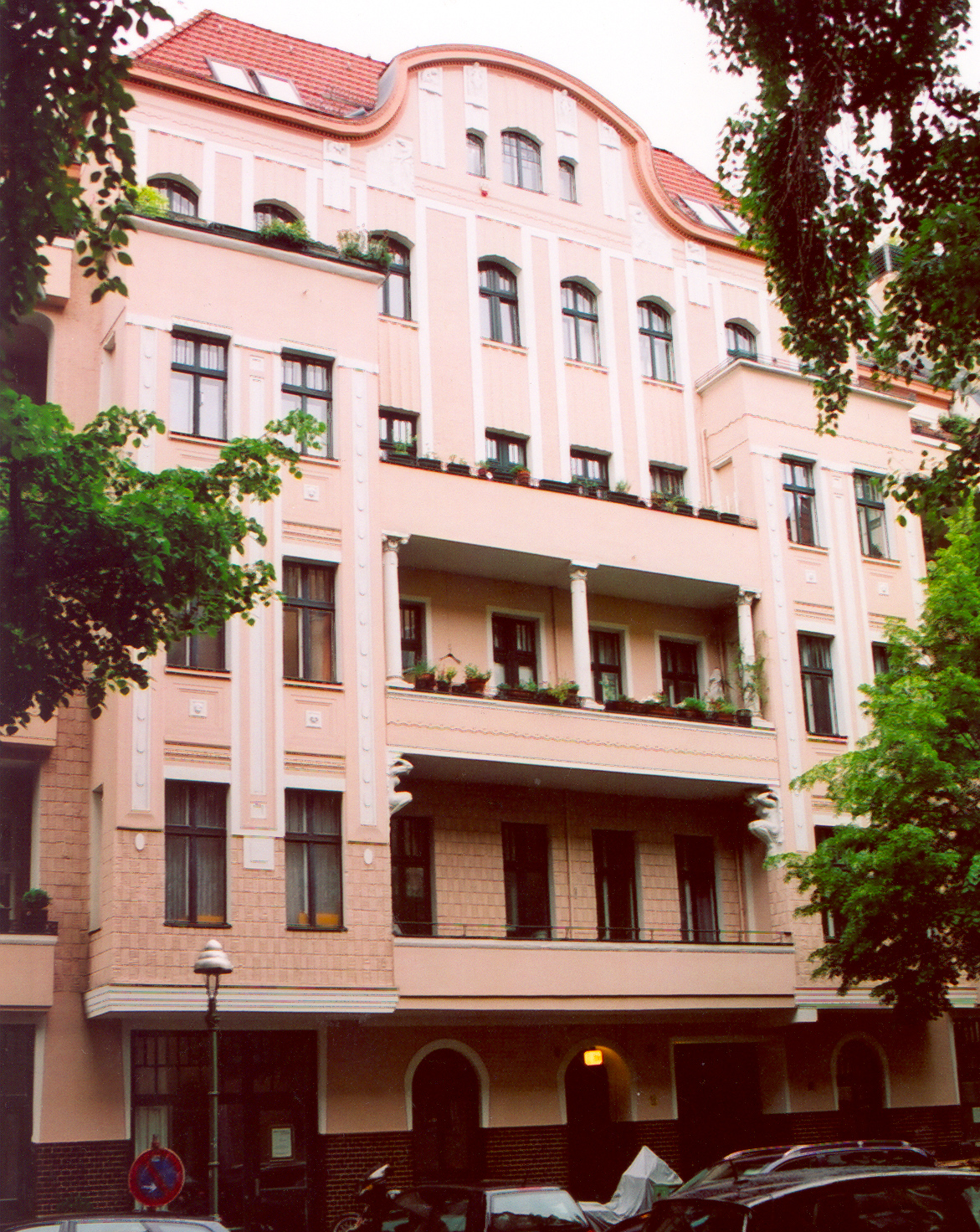
Monumento na Fritschestraße 26 em Berlim Charlottenburg (1907-08)

Em 1906/07 a villa em Charlottenburg foi demolida. Como substituto, Lorenz Zuckermandel comprou a Villa Flossmann em Rottach am Tegernsee em 1908, juntamente com os prados circundantes e uma pequena floresta. Como um bávaro entre os bávaros, Lorenz Zuckermandel se deu muito bem com Flossmann, o ex-proprietário da vila, e fez muitos passeios de montanha com ele. A família passava os meses de verão em Rottach am Tegernsee todos os anos. Em 1908 ou 1909, a família mudou-se da Voss Strasse 2 para o recém-adquirido Palais Bendlerstrasse 33, localizado nas imediações do Tiergarten.

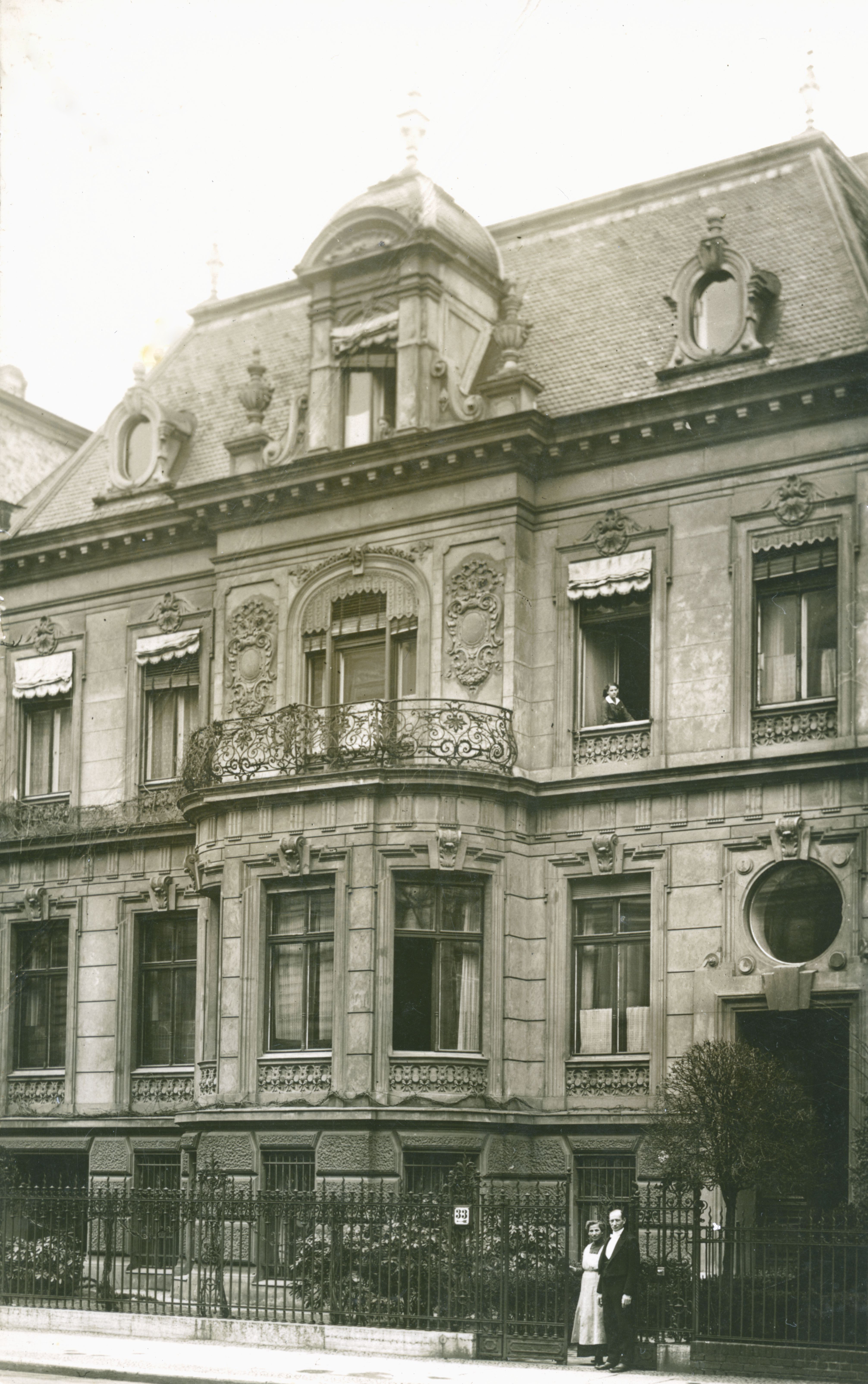
Palais da família Zuckermandel na Bendlerstrasse 33 em Berlim, por volta de 1909

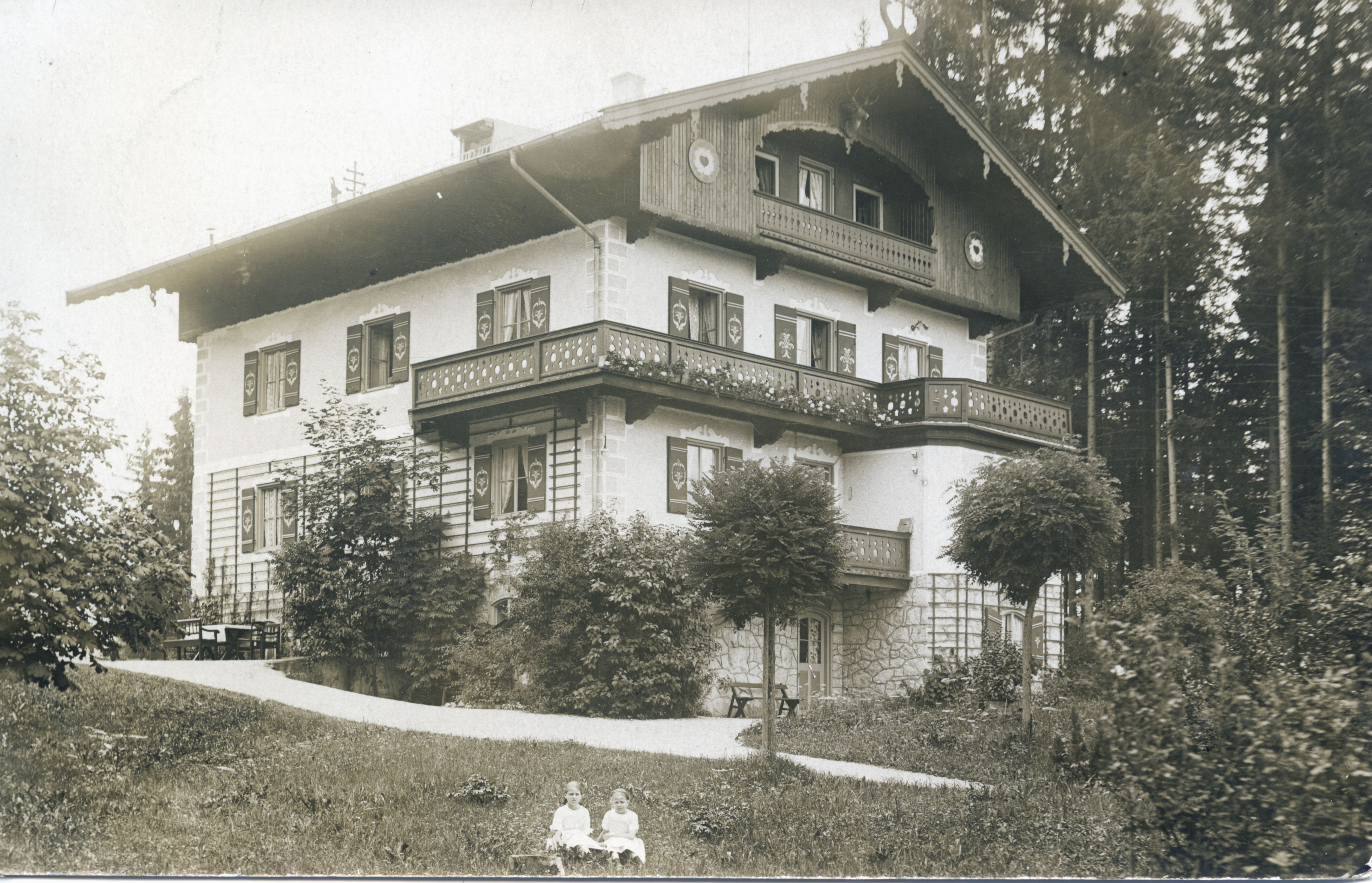
Casa da família Zuckermandel em Rottach am Tegernsee, por volta de 1912

Aos 60 anos, Lorenz Zuckermandel era um dos homens mais ricos de Berlim. Seu capital, investido principalmente em ações da indústria pesada, foi estimado em 4 milhões de marcos-ouro. Em 1912, aos 65 anos, aposentou-se completamente da banca, mas graças à sua grande fortuna continuou a gozar da reputação de financista. Ele não renunciou ao cargo de conselho de supervisão até 1917.

### Aposentadoria e morte
Na década de 1920, com a inflação acelerando desde 1914, Zuckermandel perdeu grande parte de seu capital, que havia investido principalmente em ações, e não foi rápido o suficiente para investi-lo em valores mais estáveis. Após a morte de seus dois filhos mais velhos Walter e Erich (ambos tombaram ou desapareceram em 1º de outubro de 1915 no lago Naroch na Rússia), ele se retirou para a vida privada e se dedicou às suas traduções, especialmente sua tradução de Dante. Ele usou seu tempo como rena para longas viagens marítimas para a Espanha, Canadá, Brasil, México e Venezuela, que empreendeu por conta própria. Em 6 de janeiro de 1928, Lorenz Zuckermandel morreu de bronquite com quase 81 anos. O obituário de um jornal de Berlim datado de 7 de janeiro de 1928 afirma: “Ontem à noite, após um curto leito de doença, o Sr. Banker Lorenz Zuckermandel, ex-proprietário da C. Schlesinger-Trier & Co. Commanditgesellschaft auf Stock, faleceu aos 81 anos. Com ele faleceu outra personalidade da antiga alta finança, um homem da mais distinta disposição, da mais complacente bondade, que colocou suas eminentes habilidades a serviço da indústria em particular. Por muitos anos ele foi membro do conselho de administração de um grande número das mais importantes empresas industriais, até que se aposentou dos negócios para a vida privada depois de perder seus dois filhos esperançosos ao mesmo tempo na guerra. Este homem raro será lembrado por todos que entraram em contato com ele.”  A fortuna da família perdeu-se quase completamente durante a Grande Depressão e no período após 1945.

### Banqueiro, investidor e fundador
Como sócio da casa bancária C. Schlesinger-Trier & Cie., na época um dos mais de 1.000 bancos privados na Alemanha, Lorenz Zuckermandel foi investidor por meio de seus investimentos e também cofundador de empresas conhecidas como a Aktiengesellschaft Rheinische Metallwaaren- und Maschinenfabrik (mais tarde Rheinmetall), que foi autenticada em 13 de abril de 1889 e à qual a casa bancária Carl Schlesinger-Trier & Cie. estava envolvido com 224.000 Reichsmarks no capital social de 700.000 Reichsmarks, que compunha a maior parte do capital social em 32%. Como acionista majoritário, o banco nomeou Lorenz Zuckermandel como o primeiro presidente do conselho fiscal, enquanto o engenheiro da Turíngia Heinrich Ehrhardt foi eleito vice-presidente do conselho fiscal e chefe da empresa. Este banco foi um acionista significativo da Rheinmetall por muitos anos, que reduziu sua participação ao longo do tempo, mas permaneceu um investidor influente nas assembleias gerais. Em abril de 1897, Lorenz Zuckermandel renunciou ao cargo de Presidente do Conselho de Supervisão da Rheinmetall, mas permaneceu um simples membro do órgão de supervisão até que finalmente saiu em 16 de novembro de 1919. Até 1916, pode-se provar que ele próprio possuía um pequeno número de ações da Rheinmetall.  Através da participação na Rheinmetall, C. Schlesinger-Trier & Cie. também para financiar negócios lucrativos de armas. Como Lorenz Zuckermandel sempre foi conhecido pelo nome da casa bancária C. Schlesinger-Trier & Cie. atuou e se manteve em segundo plano nesse papel de mediador, é difícil entender sua atuação como banqueiro. É conhecido, que ele detinha, entre outras coisas, um mandato de conselho fiscal no Aktienbrauerei Erlangen, que emergiu do Erlanger Reifbräu em 1896. Lorenz Zuckermandel também esteve envolvido em várias ferrovias pequenas e grandes, incluindo a Canadian Pacific Railway Company (CPR), na qual a casa bancária C. Schlesinger-Trier & Cie. e o Banco Nacional Alemão e por cujo IPO em 1910 foi co-responsável. Como agradecimento, o então presidente Sir Thomas George Shaughnessy (1853-1923) o convidou em 1913 para uma viagem ao Canadá de várias semanas, que ele assumiu como representante do Banco Nacional junto com seu filho Walter e F. I. Varsóvia porque sua esposa Elisabeth estava doente. Nessa viagem conheceram, entre outros, Vincent Meredith (1850-1929), diretor do Banco de Montreal, e Richard B. Angus (1831-1922), um dos fundadores do CPR, que tinha 84 anos na época. Além disso, as participações financeiras ou fundações de Zuckermandel em várias outras ferrovias são documentadas, por exemplo, na Berlin-Dresdener Eisenbahn-Gesellschaft, na Stadtbahnen Stettin e na ferrovia de bitola estreita da Achenseebahn, que foi inaugurada em 1889 e em cujo conselho ele se sentou.

### Tradutor
A tradução de Zuckermandel do francês da obra de Émile Mâle L'Art Religieux du XIIIe Siècle en France foi publicada em 1907. Em 1909 ele traduziu do inglês Moti Guj - Mutineer de Rudyard Kipling para seu filho Ludwig, então com 10 anos, com o desejo de que ele mesmo pudesse em breve ler os originais (não publicados). Zuckermandel é mais conhecido por suas traduções da Divina Comédia de Dante Alighieri, iniciada em 1912. O Paraíso de Dante apareceu em uma edição recém-revisada em 1914 e 1922. O Inferno de Dante apareceu em uma edição recém-revisada em 1916 e 1925. O Purgatório de Dante apareceu em 1920. Todas as edições foram publicadas por J. H. Ed. Heitz, a imprensa universitária tradicional, publicada em Estrasburgo. O manuscrito da tradução de Dante de Zuckermandel não sobreviveu, tão pouco quanto a correspondência sobre sua pesquisa sobre Dante (inclusive com o então presidente da Sociedade Dante alemã, Hugo Daffner). Para o trabalho de tradução de Dante, uma verdadeira biblioteca de Dante foi montada na Bendlerstraße 33, que se estendeu por anos sobre a mesa de bilhar do escritório. Através da família de sua esposa, Lorenz Zuckermandel conheceu Alfred Bassermann (1855-1935), outro tradutor de Dante, cujo espólio na Biblioteca da Universidade de Friburgo na Brisgóvia inclui as traduções de Dante de Zuckermandel.

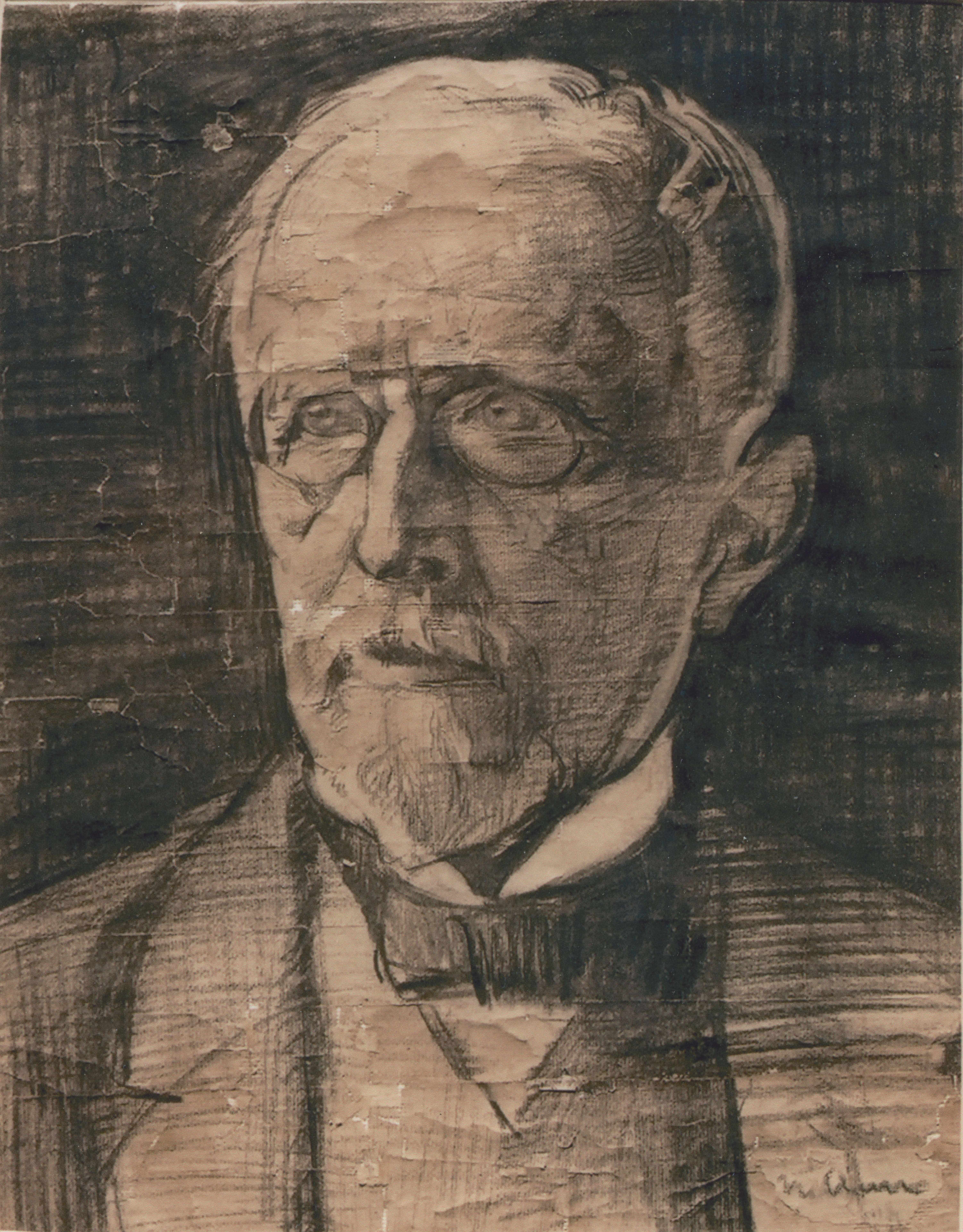
Desenho a carvão de Lorenz Zuckermandel baseado em uma fotografia dos últimos anos de sua vida criada pelo artista Hülsmann

### Patrono na cidade natal de Bürglein
Apesar de sua carreira meteórica, Lorenz Zuckermandel permaneceu ligado à sua aldeia natal de Bürglein, que visitou até 1919 e onde era conhecido e respeitado como benfeitor, embora nada dissesse privada ou publicamente sobre suas origens, nem mesmo para sua família. Como lembrança da morte de seus dois filhos mais velhos, que caíram na Rússia em 1915 e cuja perda nunca foi esquecida, ele doou anonimamente duas janelas de igreja e, em setembro de 1917, o relógio da torre da igreja de São João. Em uma reunião da Associação de Soldados e Guerreiros de Bürglein em 1º de janeiro de 1920, foi tomada a decisão de criar um memorial para aqueles que morreram ou estavam desaparecidos na Primeira Guerra Mundial. Os nomes dos dois filhos mais velhos, Walter e Erich Zuckermandel, também estão na placa. Lorenz Zuckermandel também trabalhou para a tubulação de água em Bürglein, para a qual fez várias doações significativas, um total de 14.000 Reichsmarks de 1912 a 1919. Como o Bürgleiner não conseguiu concordar com a construção de uma tubulação de água, o dinheiro doado perdeu todo o seu valor devido ao início da inflação (em 1924, 1 trilhão ainda valia 1 marco de ouro). De acordo com a declaração de intenção de Lorenz Zuckermandel datada de 8 de agosto de 1917, uma fundação de fundo pobre foi fundada em 11 de julho de 1918 como uma doação à Fundação Heding Memorial and Poor com a condição de que as pensões dos 4.000 Reichsmarks doados fossem distribuídas anualmente para o carentes da comunidade de Bürglein.

### Colecionador de arte
Mesmo antes de o jovem casal Zuckermandel se mudar para a vila em Charlottenburg, Lorenz começou a construir uma impressionante coleção de pinturas com grande apreço artístico. Continha obras conhecidas desde o Renascimento até os pintores contemporâneos. Algumas dessas pinturas vieram junto com outras esculturas, antiguidades, cerâmicas, serralherias, móveis e utensílios no leilão do espólio de Lorenz Zuckermandel em 06/05. Junho de 1930 na galeria Hugo Helbing em Munique sob o martelo.

### Personalidade
Apesar de sua excelente posição profissional como membro da alta finança, ele sempre se manteve reservado e manteve certa distância da sociedade de classe alta, o que não era uma segunda natureza para ele. Ele sempre se manteve fiel a si mesmo, não se impressionou com o glamour dos militares e da burguesia da época, que soube enfrentar com humor. Dos registros da família que o adorava e que o chamava de "Lorenzo", fica claro que onde quer que estivesse, sua natureza sociável lhe permitia fazer amigos, dos mais humildes aos mais cultos. Sua inteligência excepcional, seu conhecimento abrangente, combinado com profunda sabedoria, bondade e humor, fizeram dele uma pessoa adorável. Sua diligência e disposição para assumir riscos fizeram dele um empresário de sucesso. Ele tinha um olho aberto para todas as coisas belas e um profundo amor pela natureza. Tudo grande e largo o atraía. Seu cunhado Adolf Bassermann escreveu no diário de viagem de 1910: "Lorenzo organizou tudo de antemão com a visão mais ampla, sente-se seguro em sua companhia - um homme de vie que sabe e sabe tudo, ou adivinha corretamente".

### Curiosidades
De seu tempo como diretor do Oldenburgische Landesbank, Lorenz contou muitos anos depois como era divertido para ele, quando muito jovem, sentar-se entre os dignitários barbudos na mesa dos regulares - o prefeito, o diretor do ensino médio, o consultor médico. Assim, ele aprendeu rapidamente não apenas a se movimentar na mesa dos frequentadores, mas também no mundo das finanças estatais. Lorenz Zuckermandel pagou em dinheiro pela propriedade da vila em Oberach, perto de Rottach-Egern, no Lago Tegernsee, na Alta Baviera, em 3 de novembro de 1908, por 41.000 Reichsmarks, como mostra o recibo manuscrito dos arquivos da família. Lorenz Zuckermandel provou ter um maravilhoso senso de humor. A seguinte anedota foi registrada por seu filho em uma nota que acompanha o Purgatório de Dante datada de 27 de dezembro de 1968: "Um bom amigo de meu pai, chamado de tio Buckardt por nós, crianças, era um grande conhecedor de Goethe, mas não se interessava por Dante. Meu pai dava ao tio Buckardt a última edição do Purgatory todos os anos no aniversário dele. Tio Buckardt sempre me agradecia e colocava o livro em sua biblioteca. Durante o ano, meu pai roubou o livro da grande biblioteca do tio Buckardt para devolvê-lo em seu aniversário. Não se sabe se o destinatário já notou a tontura.” 

### Descendência
Os filhos mais velhos de Lorenz Zuckermandel, Walter e Erich, caíram em 1º de outubro de 1915 no Lago Naroch, na Rússia. Em sua homenagem, bem como para os outros soldados que morreram na guerra, a camaradagem dos soldados e guerreiros de Bürglein e arredores plantaram um carvalho em 1920 no local do bosque de carvalhos perto de Böllingsdorf. Eles ainda estão lá hoje atrás do Salão de Honra, que foi construído mais tarde. Seu filho Paul tornou-se um tenor de opereta e viveu com sua esposa por muitos anos na casa estrangeira na propriedade de sua mãe no Lago Tegernsee. Ludwig foi um cenógrafo no teatro em Klagenfurt por um longo tempo e tentou ganhar uma posição na América do Sul. Ele então voltou para a Alemanha e finalmente morou com sua esposa na casa de sua mãe. As filhas Leonore e Elisabeth casaram-se no Brasil e só raramente vieram para a Europa nos anos posteriores.

### História do nome
Existem diferentes versões do nome Zuckermandel (também Zuckmantel). Diz-se que o nome vem da Idade Média e significa algo como salteador, ou seja, alguém que tira um casaco, portanto "puxa". O nome Zuckermantel ocorre frequentemente como um nome de lugar alemão na atual República Tcheca (refere-se à cidade de Zlaté Hory).

## Obras
- Die kirchliche Kunst des XIII. Jahrhunderts in Frankreich: Studie über die Ikonographie des Mittelalters und ihre Quellen. Por Émile Mâle. Alemão por L[orenz] Zuckermandel. Estrasburgo: Editora J. H. Ed. Heitz, 1907. Verbund der Öffentlichen Bibliotheken Berlins (VÖBB)
- Dantes Hölle. Alemão por L[orenz] Zuckermandel. Estrasburgo: impresso e publicado por J. H. Ed. Heitz, 1916. 247 páginas.
- Dantes Hölle. Alemão por L[orenz] Zuckermandel. Segunda edição revisada. Estrasburgo: Editora J. H. Ed. Heitz, [1925]. 206 páginas. Esta edição foi apresentada aos membros da Sociedade Alemã Dante juntamente com o anuário de 1925. A nota anexa diz: "Graças à gentil doação do tradutor, nosso membro de longa data, estou na agradável posição de poder enviar aos nossos membros, ao mesmo tempo que o anuário de 1925, a edição revisada de Lorenz Zuckermandel – tradução da Inferno de Dante com saudação de Natal. Com a expressão de alegria por esta promoção dos objetivos de nossa sociedade, combino o desejo de que esta obra, que pertence às coisas mais sólidas que não se produziu apenas em nossos dias, em sua fidelidade ao sentido e à forma, sua agradável , a legibilidade fluida e a simplicidade íntima da expressão podem encontrar a recepção e a apreciação apropriadas. Sociedade Alemã Dante. O Presidente: [Hugo] Daffner.”
- Dantes Purgatorium. Alemão por L[orenz] Zuckermandel. Estrasburgo: Editora de J. H. Ed. Heitz, 1920. 250 páginas.
- Dantes Paradies. Alemão por L[orenz] Zuckermandel. Estrasburgo: impresso e publicado por J. H. Ed. Heitz, 1914. 215 páginas.
- Dantes Paradies. Alemão por L[orenz] Zuckermandel. Estrasburgo: Editora de J. H. Ed. Heitz, 1922. Segunda edição revisada. 247 páginas.

## Literatura
- Entrevista com Jobst Hinrich Ubbelohde sobre Lorenz Zuckermandel e artigo com o título „Äußerst engagierter Mitfinanzierer der Gründung von Rheinmetall – Lorenz Zuckermandel war der erste Aufsichtsratsvorsitzende des Unternehmens“ von Dr. Christian Leitzbach. In: Das Profil – Die Zeitung des Rheinmetall Konzerns 4/2010, S. 14
- Jobst Hinrich e Francine Ubbelohde-Vanbrusselt [neto de Lorenz Zuckermandel, 09/12/1928-10/10/2020 e sua esposa Francine Vanbrusselt]: Lorenz e Elisabeth Zuckermandel. Bruxelas: 1ª edição 2007 (disponível na Biblioteca Municipal na Torre, Heilsbronn, localização Dek Zuc). Bruxelas: 2ª edição ampliada 2014 intitulada Lorenz Zuckermandel (inédita). Aproximadamente 90 páginas com muitas fotos e ilustrações do arquivo da família.
- Jürgen Hufnagel: Lorenz Zuckermandel. Em: 900 Jahre Bürglein (1108-2008). Editado por Jürgen Hufnagel e Hans Gernert. Bürglein: Comitê festivo “900 anos de Bürglein”, junho de 2008.
- Entrevista com Jobst Hinrich Ubbelohde sobre Lorenz Zuckermandel e artigo intitulado “Co-financiador extremamente comprometido da fundação da Rheinmetall – Lorenz Zuckermandel foi o primeiro presidente do conselho fiscal da empresa” por Dr. Christian Leitzbach. In: O Perfil - O jornal do Grupo Rheinmetall 4/2010, página 14. Rheinmetall.
- Rheinmetall. Vom Reiz, im Rheinland ein großes Werk zu errichten. Por Christian Leitzbach. Colônia: Greven Verlag GmbH, 2014. ISBN 978-3-7743-0641-7 (2 volumes). História da fundação da Rheinmetall incluindo uma breve biografia e um retrato (desenho a carvão) de Lorenz Zuckermandel nas pp. 29-32.